# Be An Angel

Logo of Be An Angel Romania

"Stop SIDA! Păstrează-ți Promisiunea!" campanie

Be An Angel România (BAAR) este o organizație română pentru drepturile omului, stabilită în Cluj-Napoca. A fost fondată de Lucian Dunăreanu, un activist pentru drepturi LGBT. Deși misiunea organizației este de a combate discriminarea din România în toate formele ei de manifestare, principalul câmp de activitate este în drepturi LGBT și lupta împotriva discriminării de orientare sexuală.
Până în 2006, organizația a publicat Switch, o revistă LGBT care a fost distribuită în mod gratuit și care a reprezentat succesorul Revistei Angelicuss, prima publicație periodică din România despre comunitatea homosexuală (de asemenea publicată de către Be An Angel).
Din 2004, Be An Angel organizează festivalul anual Serile Filmului Gay în Cluj-Napoca, care tinde să promoveze cultura LGBT. Festivalul "Serile Filmului Gay", pe lângă proiecții cinematografice și secțiunea concurs "Home Made Movie" (inclusă în 2007), cuprinde discuții publice, traininguri în facultățile clujene, lansări de cărți și vernisaje de expoziții, petreceri și campanii stradale de informare. Cireașa de pe tort o reprezintă "Gala Premiilor Gay din România", o manifestare la care sunt premiate personalitățile care s-au implicat activ în viața LGBT din România dar și la care se decernează "Bila neagră - Premiul Lămâia", personalităților homofobe din România. Doi ani la rând, câștigătorul bilei negre - "Premiul Lămâia" a fost Gigi Becali datorită tuturor comentariilor homofobe si de prost gust la adresa membrilor comunității.
Tot în fiecare an, Be An Angel România organizează concursul Miss Travesty România, un eveniment prin care se demonstrează ca travesty-ul este doar o artă și nu are legatură cu orientarea sexuală a individului.
Din 2017, Be An Angel se transformă în asociația PRIDE România, organizează Cluj Pride, campaniile #spunedrept și #SuntemAICI. și continuă organizarea festivalului internațional de film Serile Filmului Gay.